# Mistrzostwa Świata Juniorów w Hokeju na Lodzie 2022/Elita
46. Mistrzostwa Świata Juniorów w Hokeju na Lodzie Elity 2022 zorganizowane w kanadyjskich miastach Edmonton i w Red Deer i zaplanowane na dni od 26 grudnia 2021 do 5 stycznia 2022. Edycję MŚ przygotowano w Kanadzie po raz szesnasty w historii.
W trakcie trwania turnieju 29 grudnia 2021 ogłoszono jego przerwanie i odwołanie wskutek pandemii COVID-19 i rozprzestrzeniającego się wariantu szczepu Omikron.

## Organizacja
Lodowiska
| Rogers Place Pojemność: 18 347 | Peavey Mart Centrium Pojemność: 7 111 |
| ------------------------------ | ------------------------------------- |
|                                |                                       |
| Kanada – Edmonton              | Kanada – Red Deer                     |

W tej części mistrzostw uczestniczyło 10 najlepszych drużyn na świecie. System rozgrywania meczów był inny niż w niższych dywizjach. Najpierw drużyny rozgrywały mecze w fazie grupowej (2 grupy po 5 zespołów), systemem każdy z każdym. Po raz pierwszy w tych rozgrywkach zmieniono sposób kwalifikacji do fazy pucharowej. Pierwsze cztery zespoły w fazie grupowej awansowały do ćwierćfinałów. Zmianie uległa również formuła wyłonienia drużyny, która spada do pierwszej dywizji. Najsłabsza drużyna każdej z grup grała w fazie play-out do dwóch zwycięstw. Drużyna, która dwukrotnie przegrała spadła do niższej dywizji.

## Sędziowie
IIHF wyznaczyło 13 głównych arbitrów oraz 11 liniowych. Oto lista wybranych
| Sędziowie główni: - Adam Bloski - Riku Brander - Sean Fernandez - Andreas Harnebring - Robert Hennessey - Christoffer Holm - Marc Iwert - Adam Kika - Joonas Kova - Kyle Kowalski - Morgan MacPhee - Jake Rekucki - Siergiej Judakow | Liniowi - Nick Briganti - Dario Fuchs - Andreas Hofer - Chad Huseby - Ryan Jackson - Brett Mackey - Tommi Niittylä - Daniel Persson - John Rey - Roman Sławikowskij - Josef Špůr |

## Faza grupowa
Grupa A
| 26 grudnia 2021 | Finlandia | 3:1 | Niemcy | Rogers Place, Edmonton |

| Szczegóły      | Szczegóły                                                          | Szczegóły       | Szczegóły                  | Szczegóły                                                                                             |
| -------------- | ------------------------------------------------------------------ | --------------- | -------------------------- | --- |
| Godzina: 12:00 | S. Helenius (EQ) 12:52 J. Määttä (EQ) 27:38 S. Helenius (EQ) 47:53 | (1:0, 1:1, 1:0) | 23:27 (PP) L. Münzenberger | Widzów: 1793 Sędzia główny: Adam Bloski Andreas Harnebring Sędziowie liniowi: Brett Mackey Josef Špůr |
| Godzina: 12:00 | 8 min. kar                                                         |                 | 8 min. kar                 | Widzów: 1793 Sędzia główny: Adam Bloski Andreas Harnebring Sędziowie liniowi: Brett Mackey Josef Špůr |

| 26 grudnia 2021 | Czechy | 3:6 | Kanada | Rogers Place, Edmonton |

| Szczegóły      | Szczegóły                                                  | Szczegóły       | Szczegóły | Szczegóły                                                                                               |
| -------------- | ---------------------------------------------------------- | --------------- | --- | --- |
| Godzina: 17:00 | M. Gut (EQ) 07:42 P. Novák (PP) 11:32 S. Svozil (EQ) 12:23 | (3:3, 0:2, 0:1) | 04:00 (EQ) M. McTavish 12:46 (EQ) O. Power 19:31 (EQ) D. Sebrango 28:50 (PP2) O. Power 30:15 (PP2) O. Power 53:22 (PP) O. Zellweger | Widzów: 4526 Sędzia główny: Riku Brander Marc Iwert Sędziowie liniowi: Nick Briganti Roman Sławikowskij |
| Godzina: 17:00 | 8 min. kar                                                 |                 | 4 min. kar | Widzów: 4526 Sędzia główny: Riku Brander Marc Iwert Sędziowie liniowi: Nick Briganti Roman Sławikowskij |

| 27 grudnia 2021 | Austria | 1:7 | Finlandia | Rogers Place, Edmonton |

| Szczegóły      | Szczegóły             | Szczegóły       | Szczegóły | Szczegóły                                                                                              |
| -------------- | --------------------- | --------------- | --- | --- |
| Godzina: 12:00 | M. Urbanek (PP) 25:39 | (0:2, 1:2, 0:3) | 03:29 (EQ) V. Koivunen 18:02 (EQ) S. Helenius 24:11 (EQ) K. Simontaival 26:34 (EQ) K. Väisänen 48:40 (EQ) V. Koivunen 50:25 (EQ) T. Niemelä 54:13 (EQ) B. Lambert | Widzów: 1901 Sędzia główny: Robert Hennessey Morgan MacPhee Sędziowie liniowi: Tommi Niittylä John Rey |
| Godzina: 12:00 | 4 min. kar            |                 | 10 min. kar | Widzów: 1901 Sędzia główny: Robert Hennessey Morgan MacPhee Sędziowie liniowi: Tommi Niittylä John Rey |

| 27 grudnia 2021 | Niemcy | 2:1 pd. | Czechy | Rogers Place, Edmonton |

| Szczegóły      | Szczegóły                               | Szczegóły            | Szczegóły           | Szczegóły                                                                                                |
| -------------- | --------------------------------------- | -------------------- | ------------------- | --- |
| Godzina: 17:00 | A. Blank (EQ) 24:29 A. Blank (EQ) 61:20 | (0:0, 1:1, 0:0, 1:0) | 35:49 (PP) J. Myšák | Widzów: 2582 Sędzia główny: Riku Brander Christoffer Holm Sędziowie liniowi: Nick Briganti Andreas Hofer |
| Godzina: 17:00 | 6 min. kar                              |                      | 8 min. kar          | Widzów: 2582 Sędzia główny: Riku Brander Christoffer Holm Sędziowie liniowi: Nick Briganti Andreas Hofer |

| 28 grudnia 2021 | Austria | 2:11 | Kanada | Rogers Place, Edmonton |

| Szczegóły      | Szczegóły                                 | Szczegóły       | Szczegóły | Szczegóły                                                                                          |
| -------------- | ----------------------------------------- | --------------- | --- | -------------------------------------------------------------------------------------------------- |
| Godzina: 17:00 | L. Nečesaný (EQ) 39:29 M. Bohm (PP) 52:20 | (0:5, 1:1, 1:5) | 05:08 (PP) K. Johnson 06:03 (EQ) L. Cormier 08:22 (EQ) L. Stankoven 15:02 (PP) C. Bedard 16:13 (EQ) C. Bedard 26:13 (EQ) C. Bedard 40:27 (EQ) C. Perfetti 42:34 (EQ) C. Bedard 44:44 (EQ) M. McTavish 45:31 (EQ) M. McTavish 46:47 (EQ) M. Bourque | Widzów: 3862 Sędzia główny: Sean Fernandez Jake Rekucki Sędziowie liniowi: Brett Mackey Josef Špůr |
| Godzina: 17:00 | 10 min. kar                               |                 | 2 min. kar | Widzów: 3862 Sędzia główny: Sean Fernandez Jake Rekucki Sędziowie liniowi: Brett Mackey Josef Špůr |

| 29 grudnia 2021 | Finlandia | 12:00 | Czechy | Rogers Place, Edmonton |

| 29 grudnia 2021 | Kanada | 17:00 | Niemcy | Rogers Place, Edmonton |

| 30 grudnia 2021 | Czechy | 14:30 | Austria | Rogers Place, Edmonton |

| 31 grudnia 2021 | Niemcy | 12:00 | Austria | Rogers Place, Edmonton |

| 31 grudnia 2021 | Kanada | 17:00 | Finlandia | Rogers Place, Edmonton |

Tabela
| Lp. | Zespół    | M | Pkt | Z | Zd | Pd | P | G+ | G- | +/− |
| --- | --------- | - | --- | - | -- | -- | - | -- | -- | --- |
| 1.  | Kanada    | 2 | 6   | 2 | 0  | 0  | 0 | 17 | 5  | +12 |
| 2.  | Finlandia | 2 | 6   | 2 | 0  | 0  | 0 | 10 | 2  | +8  |
| 3.  | Niemcy    | 2 | 2   | 0 | 1  | 0  | 1 | 3  | 4  | -1  |
| 4.  | Czechy    | 2 | 1   | 0 | 0  | 1  | 1 | 4  | 8  | -4  |
| 5.  | Austria   | 2 | 0   | 0 | 0  | 0  | 2 | 3  | 18 | -15 |

    = awans do ćwierćfinałów     = baraż o utrzymanie
Grupa B
| 26 grudnia 2021 | Rosja | 3:6 | Szwecja | Peavey Mart Centrium, Red Deer |

| Szczegóły      | Szczegóły                                                           | Szczegóły       | Szczegóły | Szczegóły                                                                                          |
| -------------- | ------------------------------------------------------------------- | --------------- | --- | -------------------------------------------------------------------------------------------------- |
| Godzina: 14:30 | F. Swieczkow (EQ) 36:28 M. Miczkow (EQ) 44:45 M. Miczkow (EQ) 45:26 | (0:1, 1:2, 2:3) | 05:24 (PP) O. Olausson 27:39 (SH) S. Edvinsson 34:16 (PP2) E. Andrae 43:26 (PP2) A. Holtz 51:37 (EQ) T. Niederbach 59:10 (EQ/ENG) D. Ljungman | Widzów: 2337 Sędzia główny: Robert Hennessey Kyle Kowalski Sędziowie liniowi: Chad Huseby John Rey |
| Godzina: 14:30 | 12 min. kar                                                         |                 | 4 min. kar | Widzów: 2337 Sędzia główny: Robert Hennessey Kyle Kowalski Sędziowie liniowi: Chad Huseby John Rey |

| 26 grudnia 2021 | Stany Zjednoczone | 3:2 | Słowacja | Peavey Mart Centrium, Red Deer |

| Szczegóły      | Szczegóły                                                             | Szczegóły       | Szczegóły                                        | Szczegóły                                                                                        |
| -------------- | --------------------------------------------------------------------- | --------------- | ------------------------------------------------ | ------------------------------------------------------------------------------------------------ |
| Godzina: 19:30 | M. Knies (PP2) 13:35 M. Samoskevich (PP) 15:18 L. Slaggert (EQ) 32:42 | (2:0, 1:0, 0:2) | 41:03 (PP) M. Chromiak 57:27 (EQ/EA) M. Chromiak | Widzów: 1613 Sędzia główny: Adam Kika Joonas Kova Sędziowie liniowi: Ryan Jackson Daniel Persson |
| Godzina: 19:30 | 12 min. kar                                                           |                 | 10 min. kar                                      | Widzów: 1613 Sędzia główny: Adam Kika Joonas Kova Sędziowie liniowi: Ryan Jackson Daniel Persson |

| 27 grudnia 2021 | Rosja | 4:2 | Szwajcaria | Peavey Mart Centrium, Red Deer |

| Szczegóły      | Szczegóły                                                                               | Szczegóły       | Szczegóły                                   | Szczegóły                                                                                          |
| -------------- | --------------------------------------------------------------------------------------- | --------------- | ------------------------------------------- | -------------------------------------------------------------------------------------------------- |
| Godzina: 14:30 | D. Jurow (EQ) 07:21 D. Złodejew (EQ) 15:42 P. Tjutniew (EQ) 17:39 M. Miczkow (EQ) 51:57 | (3:1, 0:0, 1:1) | 18:56 (EQ) A. Biasca 58:45 (EQ) F. Ritzmann | Widzów: 1934 Sędzia główny: Adam Bloski Sean Fernandez Sędziowie liniowi: Dario Fuchs Brett Mackey |
| Godzina: 14:30 | 4 min. kar                                                                              |                 | 2 min. kar                                  | Widzów: 1934 Sędzia główny: Adam Bloski Sean Fernandez Sędziowie liniowi: Dario Fuchs Brett Mackey |

| 27 grudnia 2021 | Szwecja | 3:0 | Słowacja | Peavey Mart Centrium, Red Deer |

| Szczegóły      | Szczegóły                                                                 | Szczegóły       | Szczegóły  | Szczegóły                                                                                               |
| -------------- | ------------------------------------------------------------------------- | --------------- | ---------- | --- |
| Godzina: 19:30 | T. Niederbach (PP) 06:25 A. Sjöberg (EQ) 26:50 D. Ljungman (EQ/ENG) 58:45 | (1:0, 1:0, 1:0) |            | Widzów: 1706 Sędzia główny: Joonas Kova Siergiej Judakow Sędziowie liniowi: Ryan Jackson Daniel Persson |
| Godzina: 19:30 | 35 min. kar                                                               |                 | 8 min. kar | Widzów: 1706 Sędzia główny: Joonas Kova Siergiej Judakow Sędziowie liniowi: Ryan Jackson Daniel Persson |

| 28 grudnia 2021 | Szwajcaria | 1:0 | Stany Zjednoczone | Peavey Mart Centrium, Red Deer |

| Szczegóły      | Szczegóły | Szczegóły | Szczegóły | Szczegóły                                                                                      |
| -------------- | --------- | --------- | --------- | ---------------------------------------------------------------------------------------------- |
| Godzina: 14:30 |           | ()        |           | Sędzia główny: Andreas Harnebring Morgan MacPhee Sędziowie liniowi: Chad Huseby Tommi Niittylä |
| Godzina: 14:30 | min. kar  |           | min. kar  | Sędzia główny: Andreas Harnebring Morgan MacPhee Sędziowie liniowi: Chad Huseby Tommi Niittylä |

| 29 grudnia 2021 | Słowacja | 14:30 | Rosja | Peavey Mart Centrium, Red Deer |

| 29 grudnia 2021 | Szwecja | 19:30 | Stany Zjednoczone | Peavey Mart Centrium, Red Deer |

| 30 grudnia 2021 | Słowacja | 17:00 | Szwajcaria | Peavey Mart Centrium, Red Deer |

| 31 grudnia 2021 | Szwajcaria | 14:30 | Szwecja | Peavey Mart Centrium, Red Deer |

| 31 grudnia 2021 | Stany Zjednoczone | 19:30 | Rosja | Peavey Mart Centrium, Red Deer |

Tabela
| Lp. | Zespół            | M | Pkt | Z | Zd | Pd | P | G+ | G- | +/− |
| --- | ----------------- | - | --- | - | -- | -- | - | -- | -- | --- |
| 1.  | Szwecja           | 2 | 6   | 2 | 0  | 0  | 0 | 9  | 3  | +6  |
| 2.  | Stany Zjednoczone | 2 | 3   | 1 | 0  | 0  | 1 | 3  | 3  | 0   |
| 3.  | Rosja             | 2 | 3   | 1 | 0  | 0  | 1 | 7  | 8  | -1  |
| 4.  | Szwajcaria        | 2 | 3   | 1 | 0  | 0  | 1 | 3  | 4  | -1  |
| 5.  | Słowacja          | 2 | 0   | 0 | 0  | 0  | 2 | 2  | 6  | -4  |

    = awans do ćwierćfinałów     = baraż o utrzymanie

## Turniej play-out
| 2 stycznia 2022 | Ostatni zespół grupy A | 10:00 | Ostatni zespół grupy B | Peavey Mart Centrium, Red Deer |

| 3 stycznia 2022 | Ostatni zespół grupy A | 10:00 | Ostatni zespół grupy B | Peavey Mart Centrium, Red Deer |

| 5 stycznia 2022 | Ostatni zespół grupy A | 10:00 | Ostatni zespół grupy B | Rogers Place, Edmonton |

## Faza pucharowa
Ćwierćfinały
| 2 stycznia 2022 | TBD | 12:30 | TBD | Rogers Place, Edmonton |

| 2 stycznia 2022 | TBD | 15:00 | TBD | Peavey Mart Centrium, Red Deer |

| 2 stycznia 2022 | TBD | 17:30 | TBD | Rogers Place, Edmonton |

| 2 stycznia 2022 | TBD | 20:00 | TBD | Peavey Mart Centrium, Red Deer |

Półfinały
| 4 stycznia 2022 | TBD | 13:00 | TBD | Rogers Place, Edmonton |

| 4 stycznia 2022 | TBD | 17:00 | TBD | Rogers Place, Edmonton |

Mecz o trzecie miejsce
| 5 stycznia 2022 | TBD | 14:00 | TBD | Rogers Place, Edmonton |

Finał
| 5 stycznia 2022 | TBD | 18:00 | TBD | Rogers Place, Edmonton |

## Statystyki
- Klasyfikacja strzelców:
- Klasyfikacja asystentów:
- Klasyfikacja kanadyjska:
- Klasyfikacja +/−:

## Nagrody
Najbardziej Wartościowy Zawodnik (MVP) turnieju
Nagrody IIHF dla najlepszych zawodników
- Bramkarz:
- Obrońca:
- Napastnik:

Skład Gwiazd turnieju
- Bramkarz:
- Obrońcy:
- Napastnicy: